# Distretto di Huancarqui
Il distretto di Huancarqui è uno dei quattordici distretti della provincia di Castilla, in Perù. Si trova nella regione di Arequipa e si estende su una superficie di 803,65 chilometri quadrati.

Ha per capitale la città di Huancarqui e contava 1.682 abitanti al censimento 2005.